# Терещенко Павло
Павло Терещенко — полковник Армії УНР, очолював Українське Вільне Козацтво з 1944 по 1945 рр., отаман козацького загону УВК, на базі якого з грудня 1944 р. мав формуватися Козацький корпус «Вільне козацтво».
«Вільні козаки» під його керівництвом брали участь у боях у складі 599-ї руської бригади в Данії, а 12 березня 1945 р. увійшли до складу 2-ї Української дивізії Української Національної Армії.